# Ołeksandr Tkaczenko (dziennikarz)
Ołeksandr Władyławowycz Tkaczenko, ukr. Олександр Владиславович Ткаченко (ur. 22 stycznia 1966 w Kijowie) – ukraiński dziennikarz, producent telewizyjny i menedżer, w latach 2008–2019 dyrektor generalny grupy medialnej 1+1 media, poseł do Rady Najwyższej, od 2020 do 2023 minister kultury i polityki informacyjnej.

## Życiorys
W 1990 ukończył studia dziennikarskie na Kijowskim Uniwersytecie Narodowym im. Tarasa Szewczenki. W 2016 uzyskał dyplom z zarządzania w rozrywce, mediach i sporcie wydany przez Harvard Business School.
Pracę zawodową rozpoczął jako dziennikarz w ukraińskiej telewizji. W latach 1988–1991 był redaktorem i prezenterem programu młodzieżowego w stacji UT-1. Następnie do 1994 pracował jako korespondent w kijowskim oddziale agencji prasowej Reuters. W latach 1994–1999 był prezesem firmy producenckiej „Nowa mowa”. Prowadził też cotygodniowy program telewizyjny Pislamowa. Od 1996 do 1997 był zastępcą głównego producenta kanału 1+1, współtworzył tam program informacyjny TSN. Produkował też programy telewizyjne dla stacji Inter.
W 1999 został dyrektorem generalnym stacji Nowyj kanał, którym kierował do 2005. W latach 2000–2001 pełnił funkcję społecznego doradcy premiera Wiktora Juszczenki. W 2004 był gospodarzem debaty prezydenckiej między Wiktorem Juszczenką i Wiktorem Janukowyczem. Zajmował się również produkcją filmów oraz seriali telewizyjnych. Od sierpnia 2008 do sierpnia 2019 jako dyrektor generalny kierował grupą medialną 1+1 media. W okresie jego zarządzania zespół medialny grupy zdobywał rocznie liczne nagrody, m.in. w 2018 uzyskał 43 nagrody z 73 krajowych nagród telewizyjnych „Tełetriumf”, a także europejskie nagrody „PromaxBDA Europe Awards”. W trakcie zarządzania grupą Ołeksandr Tkaczenko był zaliczany do najlepszych menedżerów branży medialnej. W międzyczasie przez kilka lat prowadził też na kanale 1+1 autorski program Tkaczenko.UA.
W wyborach parlamentarnych w tym samym roku z ramienia prezydenckiego ugrupowania Sługa Ludu uzyskał mandat posła do Rady Najwyższej IX kadencji. W czerwcu 2020 dołączył do rządu Denysa Szmyhala, obejmując w nim stanowisko ministra kultury i polityki informacyjnej. Został odwołany z tej funkcji w lipcu 2023.